# Узнавание
Узнавание — традиционный перевод древнегреческого термина «анагноризис» (ἀναγνώρισις), которым оперирует в «Поэтике» Аристотель. Это переломный момент в драматическом произведении, когда тайное становится явным, когда главный герой утрачивает свои иллюзии и понимает суть происходящего вокруг. Узнавание, как правило, приурочено к кульминации действия, после него события стремятся к развязке.

В качестве эталона узнавания Аристотель приводит то место «Царя Эдипа», когда главный герой узнаёт о том, что убил собственного отца и женился на собственной матери. Этот пример тем более эффектен, что анагноризис сопровождается «перипетией» — мгновенным переходом главного героя от счастья к несчастью. 

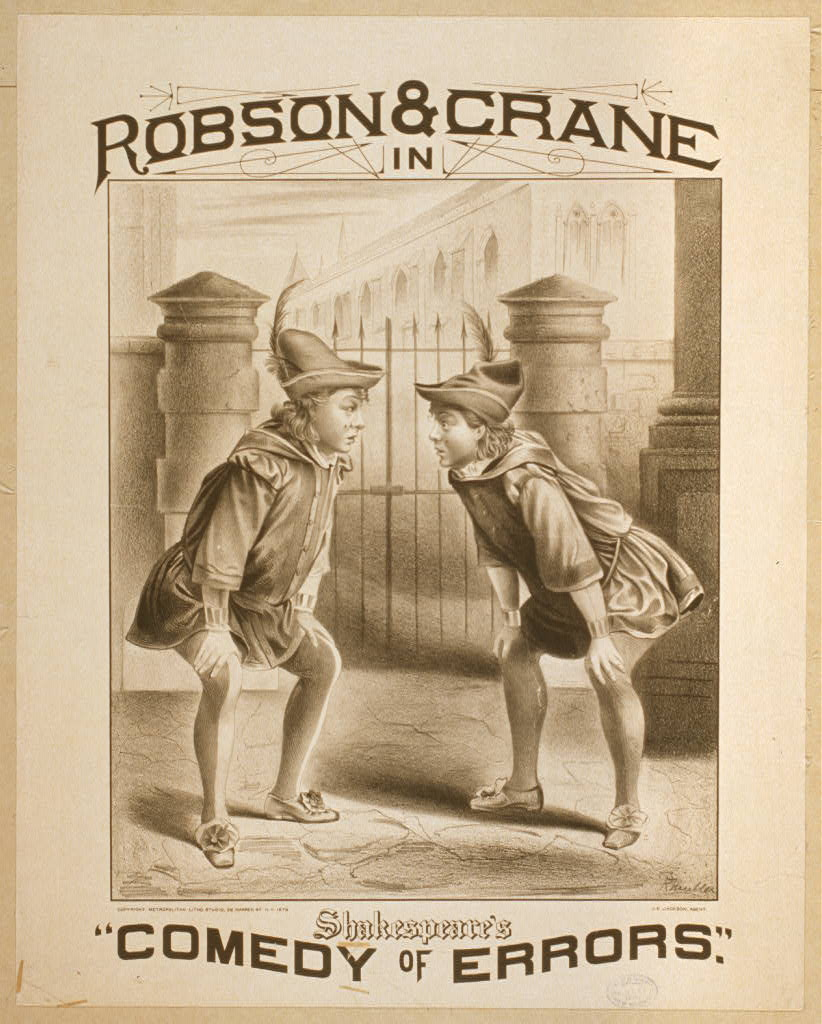
Момент узнавания: встреча близнецов на старинной афише спектакля «Комедия ошибок»

По словам Аристотеля, узнавание и перипетии — «то, чем трагедия увлекает душу». Однако на предвкушении узнавания построены не только трагедии, но и многие комедии (когда выясняется, что злейшие враги — на самом деле близкие родственники или что Виола из «Двенадцатой ночи» Шекспира — женщина и т. п.), а также почти все детективы.
Начиная с эпохи нуара мировой кинематограф освоил несколько особенно эффектных ситуаций узнавания:
- Расследование убийства прерывается появлением предполагаемой жертвы («Лора», «Головокружение», «Третий человек»).
- Совершивший преступление понимает, что стал его жертвой («Дьяволицы», «Головокружение», «Марни», фильмы об аферах).
- Ключевой герой повествования оказывается плодом чужого воображения («Психо», «Подозрительные лица», «Бойцовский клуб»).
- Главный герой выясняет, что стал жертвой грандиозного заговора («Леди из Шанхая», «Ребёнок Розмари», «Контракт рисовальщика», «Чужие среди нас», «Шоу Трумана»).

В современном кинематографе разработано несколько моделей радикального, шокирующего анагноризиса:
- Расследующий преступление выясняет, что сам его и совершил («Сердце ангела», «Помни», «Остров проклятых»).
- Главный герой осознаёт свою принадлежность к числу тех, с кем давно и упорно боролся («Бегущий по лезвию», «Конформист»).
- Главный герой обнаруживает, что он не существует («Шестое чувство», «Ванильное небо»).
- Весь реальный мир оказывается фантазией, а фантазия — реальностью («Матрица», «Экзистенция»).